# 褐匙吻鰻
褐匙吻鰻，為輻鰭魚綱鰻鱺目糯鰻亞目蛇鰻科的其中一種，分布於中東太平洋區，從加利福尼亞灣至巴拿馬海域，棲息深度可達10公尺，體長可達140公分，棲息於沙泥底質海域，屬肉食性，生活習性不明。